# Nationalliga A (Schach) 2000
In der Saison 2000 der Schweizer Nationalliga A im Schach besiegte die SG Biel beide Mitkonkurrenten um den Titel, den Titelverteidiger SG Zürich und die SG Winterthur und wurde mit zwei Punkten Vorsprung Meister.
Aus der Nationalliga B waren die SG Riehen und Rössli Reinach aufgestiegen. Während Riehen den Klassenerhalt erreichte, musste Reinach zusammen mit Genève Bois Gentil direkt wieder absteigen. Zu den gemeldeten Mannschaftskadern der teilnehmenden Vereine siehe Mannschaftskader der Schweizer Nationalliga A im Schach 2000.

## Abschlusstabelle
| Pl. | Verein                     | Sp | G | U | V | MP   | Brett-P.  |
| --- | -------------------------- | -- | - | - | - | ---- | --------- |
| 01. | SG Biel                    | 9  | 8 | 1 | 0 | 17:1 | 46,5:25,5 |
| 02. | SG Zürich (M)              | 9  | 7 | 1 | 1 | 15:3 | 47,5:24,5 |
| 03. | SG Winterthur              | 9  | 7 | 0 | 2 | 14:4 | 45,0:27,0 |
| 04. | Schachklub Luzern          | 9  | 5 | 1 | 3 | 11:7 | 39,5:32,5 |
| 05. | Schachfreunde Reichenstein | 9  | 3 | 3 | 3 | 9:9  | 38,5:33,5 |
| 06. | SK Bern                    | 9  | 3 | 1 | 5 | 7:11 | 37,0:35,0 |
| 07. | SK Mendrisio               | 9  | 3 | 0 | 6 | 6:12 | 30,0:42,0 |
| 08. | SG Riehen (N)              | 9  | 2 | 1 | 6 | 5:13 | 29,5:42,5 |
| 09. | Genève Bois Gentil         | 9  | 2 | 0 | 7 | 4:14 | 25,5:46,5 |
| 10. | Rössli Reinach (N)         | 9  | 1 | 0 | 8 | 2:16 | 21,0:51,0 |

## Entscheidungen
|     | Schweizer Meister: SG Biel                                          |
|     | Absteiger in die Nationalliga B: Genève Bois Gentil, Rössli Reinach |
| (M) | Meister der letzten Saison                                          |
| (N) | Aufsteiger der letzten Saison                                       |

## Kreuztabelle
| Ergebnisse | Ergebnisse                 | 01. | 02. | 03. | 04. | 05. | 06. | 07. | 08. | 09. | 10. |
| ---------- | -------------------------- | --- | --- | --- | --- | --- | --- | --- | --- | --- | --- |
| 01.        | SG Biel                    |     | 4½  | 6   | 4   | 5   | 6   | 6   | 4½  | 6   | 4½  |
| 02.        | SG Zürich                  | 3½  |     | 4½  | 4½  | 4   | 5½  | 6   | 6   | 6½  | 7   |
| 03.        | SG Winterthur              | 2   | 3½  |     | 4½  | 5   | 5   | 6½  | 7   | 5   | 6½  |
| 04.        | Schachklub Luzern          | 4   | 3½  | 3½  |     | 2   | 4½  | 5½  | 5   | 6   | 5½  |
| 05.        | Schachfreunde Reichenstein | 3   | 4   | 3   | 6   |     | 4   | 3½  | 4   | 6   | 5   |
| 06.        | SK Bern                    | 2   | 2½  | 3   | 3½  | 4   |     | 5   | 3½  | 7½  | 6   |
| 07.        | SK Mendrisio               | 2   | 2   | 1½  | 2½  | 4½  | 3   |     | 4½  | 3½  | 6½  |
| 08.        | SG Riehen                  | 3½  | 2   | 1   | 3   | 4   | 4½  | 3½  |     | 4½  | 3½  |
| 09.        | Genève Bois Gentil         | 2   | 1½  | 3   | 2   | 2   | ½   | 4½  | 3½  |     | 6½  |
| 10.        | Rössli Reinach             | 3½  | 1   | 1½  | 2½  | 3   | 2   | 1½  | 4½  | 1½  |     |

## Aufstiegsspiele zur Nationalliga A
Für die Aufstiegsspiele qualifiziert hatten sich aus der Nationalliga B Ost der Sieger SV Wollishofen und der Zweitplatzierte SK St. Gallen, aus der Nationalliga B West der Sieger Club d’échecs de Genève und der Club d’échecs de Fribourg als Dritter, da die nicht aufstiegsberechtigte zweite Mannschaft der SG Biel den zweiten Platz belegt hatte. Die Aufstiegsspiele zwischen Wollishofen und Fribourg sowie zwischen Genève und St. Gallen fanden bei den Staffelsiegern statt und sahen 5½:2½-Siege der Gastgeber, die damit in die Nationalliga A aufstiegen.
| SV Wollishofen   | CE Fribourg              | Ergebnis |
| ---------------- | ------------------------ | -------- |
| Fabian Mäser     | Christof Herbrechtsmeier | 0:1      |
| Olivier Moor     | Rainer Schaub            | 1:0      |
| Thomas Wyss      | Joseph Edöcs             | 1:0      |
| Patrick Kupper   | Raphael Gilles           | 1:0      |
| Martin Fierz     | Jacques Kolly            | 0:1      |
| Ralph Bauert     | Yves Deschenaux          | 1:0      |
| Felix Hindermann | Ömer Kovac               | 1:0      |
| Andreas Umbach   | Jean-Jacques Dousse      | ½:½      |

| CE Genève             | SK St. Gallen    | Ergebnis |
| --------------------- | ---------------- | -------- |
| Gilles Mirallès       | Michail Umansky  | 1:0      |
| Richard Gerber        | Milan Novkovic   | ½:½      |
| Alexandre Domont      | Martin Leutwyler | 1:0      |
| Agripa Leib           | Jürg Jenal       | ½:½      |
| Reinhard Henze        | Marc Potterat    | ½:½      |
| Stéphane Batchinsky   | Peter Bischoff   | 0:1      |
| Alexandre Vuilleumier | Anton Thaler     | 1:0      |
| Laurent Geiser        | Halit Redzepi    | 1:0      |

## Die Meistermannschaft
| 1.            | SG Biel |
| Schachfiguren | Christian Maier, Ognjen Cvitan, Jörg Grünenwald, Antonin Robert, Franjo Begovac, Didier Leuba, Yannick Pelletier, Joseph Gallagher, Simon Bohnenblust, Vadim Milov. |